# طارق قنديل
طارق حسن عبد الحميد حسن قنديل عضو بمجلس إدارة النادي الأهلي المصري ورئيس قطاع المؤسسات والهيئات الحكومية بالبنك التجاري الدولي.

## تعليمه
حصل على بكالوريوس التجارة من جامعة القاهرة عام 1984.[بحاجة لمصدر]

## مسيرته
يشغل منصب رئيس إدارة علاقات المؤسسات والهيئات الحكومية بالبنك التجاري الدولي وشارك بأدوار قيادية متصاعدة مع فريق عمل في استمرار المؤسسة التي يعمل بها  في القطاع الخاص في مصر. وعضو مجلس إدارة النادي الأهلي المصري.

### علاقته بالنادي الأهلي المصري
- تم انتخابه من قبل الجمعية العمومية للنادي الأهلي المصري كعضو بمجلس إدارة النادي عن الدورتين المتتاليتين (2017/2021 – 2021/2025).[6][7]

- يرأس مجلس إدارة صندوق العاملين بالنادي الأهلي.[8]

- رئيس لجنة العضوية بالنادي الأهلي.[9]

#### قام بتمثيل النادي الأهلي ممثلا عن مصر في رئاسة بعثات النادي التالية
- بعثة الغطس ببطولة هولندا الدولية والتي أقيمت في فبراير 2019 حيث حصد لاعبو النادي الأهلي ميداليات ذهبية لأول مرة في تاريخ مشاركتهم بالبطولة وتوج فريق النادي بالمركز الثالث عالميا.[10]
- بعثة فريق النادي الأهلي لتنس الطاولة رجال وسيدات ضمن فعاليات البطولة العربية للأندية عام 2018 المقامة في تونس وتوج فريقي الرجال والسيدات بلقب البطولة.[11]

- بعثات الفريق الأول لكرة القدم بالكونغو[12] في مارس 2019 ضمن منافسات الجولة الخامسة لدور المجموعات بدوري أبطال افريقيا ودولة غينيا الاستوائية في سبتمبر 2019 في ذهاب دور الـ32 لدوري أبطال افريقيا بالإضافة إلى الجابون في إياب دور 32 لدوري أبطال إفريقيا في نوفمبر 2019.[13][14]

- رافق بعثة الفريق الأول لكرة القدم للنادي في بطولتي كأس العالم للأندية في فبراير 2021 وفبراير 2022 والتي حاز على أثرهما النادي بالميدالية البرونزية.[15]

## المناصب التي شغلها
- رئيس إدارة علاقات المؤسسات والهيئات الحكومية بالبنك التجاري الدولي.[3]
- عضو مجلس إدارة النادي الأهلي المصري.[9]